# 249520 Luppino
249520 Luppino è un asteroide della fascia principale. Scoperto nel 2010, presenta un'orbita caratterizzata da un semiasse maggiore pari a 3,4495343 UA e da un'eccentricità di 0,1303452, inclinata di 7,26598° rispetto all'eclittica.
L'asteroide è dedicato all'astronomo statunitense Gerard A. Luppino.